# Parroquia El Valle (Caracas)
El Valle es una de las 22 parroquias del Municipio Libertador del Distrito Capital de Venezuela y una de las 32 parroquias del área metropolitana de Caracas.

## Historia
Esta población fue fundada por el colonizador Don Diego de Lozada cuando llegó al Valle del Río Guaire antes de la fundación de Santiago de León de Caracas con el nombre de Nuestra Señora de la Encarnación del Valle de la Pascua por el hecho de que los colonizadores tuvieron que pasar la Semana Santa en esta Región.  En la época colonial El Valle fue una región externa a Caracas, considerada del interior, importante por ser sede de muchas haciendas productoras de café, y comunicada con Caracas por medio de un sistema de ferrocarril, con la expansión de la ciudad en la época petrolera todos los asentamientos anexos al casco central de Caracas fueron incorporados a la ciudad, siendo determinante la fusión luego de la construcción de la Autopista Valle-Coche que da acceso a Caracas desde el occidente del país y de la avenida intercomunal que atraviesa toda la parroquia de norte a sur.
Su Iglesia Parroquial "Nuestra Señora de la Encarnación", posee libros de registros de bautizos y Matrimonios que datan de 1672, siendo este templo por su antigüedad patrimonio Histórico de la Nación, durante la década de 1980 un incendio en esta Iglesia destruyó el piso de baldosas coloniales además de un Cancel colonial elaborado con Cedro amargo, El Órgano de fuelle también de la época colonial sufrió daños considerables.
En 1992 su territorio se vio reducido con la creación de la parroquia Coche, en 1994 llega al sector el Metro de Caracas con la inauguración de la Estación El Valle que se extendería hasta el sector los Jardines en 2010
es conocida por ser una de las parroquias en las que supuestamente nació el actual presidente Nicolás Maduro

## Geografía
Posee una superficie de 31,1 kilómetros cuadrados y está ubicada al sur de la ciudad de Caracas, limita al norte con la Parroquia San Pedro y la Parroquia Santa Rosalía, al oeste con la Parroquia Coche, y   la Parroquia La Vega, y al este y al sur con el Municipio Baruta, recibe su nombre del río homónimo que lo atraviesa en dirección sur-norte hasta unirse con el Río Guaire a la altura del sector Los Chaguaramos.

### Conformación urbana

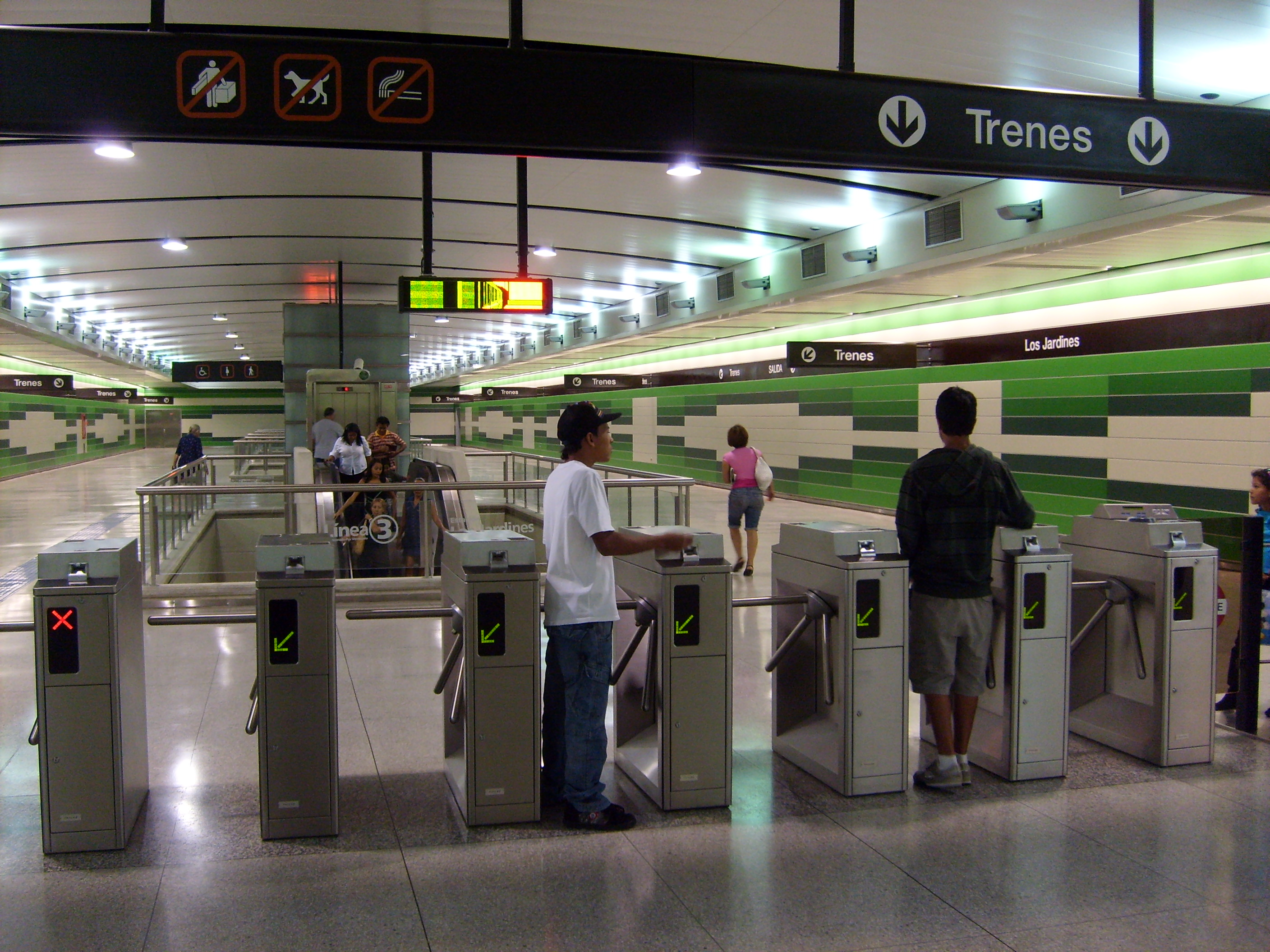
Estación Los Jardines del Metro de Caracas ubicada en la Parroquia El Valle.

En El Valle están las principales entradas del Fuerte Tiuna, el complejo militar más importante de Venezuela, sede del Ministerio de la Defensa, la Comandancia General del Ejército, las Academias Militares del Ejército, la Guardia Nacional y Medicina, 
el Paseo de Los Próceres, parque-monumento donde se realizan los actos castrenses más importantes del país. En el ámbito cultural cuenta con el internacionalmente galardonado parque cultural Tiuna El Fuerte.
En El Valle predominan edificios elevados de carácter residencial bordeando la avenida principal y extensos barrios populares o "cerros" hacia las montañas, posee su propia Plaza Bolívar alrededor de la cual se encuentran la Iglesia Parroquial y la Jefatura Civil. Entre las urbanizaciones y conjuntos residenciales más importantes están: San Antonio, San Andrés, Radio Caracas, Radio Valle, 'San Pedro' la cual incluye los conjuntos Don Pedro, Ayacucho y Carabobo; Alberto Ravell, Longaray y Savoy que forman el casco central de la parroquia El Valle además de Ciudad Tiuna, "J. B. Arismendi",  y "Los Jardines", y los barrios más populosos son: "San Andrés", "Zamora", "La Matanza", "Cerro Grande", "Las Malvinas", "El 70", "Los Cardones" y "Bruzual".

## Sociedad
Esta parroquia ha sido una zona clave y protagónica en diversos hechos sociopolíticos de la realidad venezolana en las últimas décadas, incluyendo protestas populares, saqueos y golpes de estado, por lo que parte importante de su población ha sido víctima de la represión de las fuerzas de seguridad del Estado en diversos momentos históricos (véase: Caracazo), también ha resaltado dentro de la capital por sus movimientos estudiantiles de protesta y como un centro de pensamiento y actividad de izquierda, siendo residencia del llamado cantautor del pueblo Alí Primera y diversos personajes Políticos.
También ha sido el seno de grupos musicales importantes en diferentes épocas dentro de la juventud venezolana como son: La Quinta Galaxia,¨Cosa Nostra, Los Adolescentes, los hermanos Primera (hijos de Alí Primera), Sontizón, Calle Ciega, Chino y Nacho, la actriz Carolina Perpetuo, entre otros, y el hogar de infancia de escritores importantes para la literatura contemporánea venezolana como el novelista Eduardo Liendo o Juan Carlos Méndez Guédez, quienes en diversas obras suyas reseñan las experiencias juveniles de personajes relacionados con este populosa parroquia.

## Clima
Cuenta con un clima agradable con temperaturas frescas que tienden a disminuir hacia la noche y la presencia permanente de brisa, debido a que está rodeado de montañas por 3 de los 4 costados y por su cercanía a los Altos Mirandinos. Entre marzo y noviembre durante el día oscila entre los 25 °C y los 28 °C en horario vespertino y entre 20 °C y 23 °C en horario estelar. En los meses de diciembre y febrero, la temperatura es mucho menor, oscilando entre los 14 °C y los 17 °C durante el horario estelar.

## Transporte
Esta parroquia cuenta con la Línea 3 del Metro de Caracas la cual une la estación de Plaza Venezuela con la Rinconada: Plaza Venezuela, Ciudad Universitaria, Los Símbolos, La Bandera, El Valle, Los Jardines, Coche, Mercado y La Rinconada , lo que la convierte en un punto de fácil acceso desde cualquier parte de la ciudad. 
Con relación al transporte terrestre, existen líneas de microbuses ofreciendo su servicios, fundamentalmente hacia La Hoyada, Plaza Venezuela y Chacaíto. Nuevas alternativas se han encaminado para conectar La Mariposa. En fechas recientes, se ha observado una tendencia a la recuperación de rutas que fueron suspendido durante las protestas del año 2017. Entre las rutas recuperadas se puede mencionar:
- Línea Carabobo-Tiuna:

1.- Rinconada, EL Valle, IPSFA, Plaza Venezuela, Av. Andrés Bello, Av. Urdaneta, Carmelitas, Ministerio de Educación.
2.- Rinconada, EL Valle, IPSFA, Plaza Venezuela, Chacaíto, Altamira, Palos Grandes.
- Línea Asopro-colectivos

1.- Rinconada, EL Valle, IPSFA, Los Símbolos, Ciudad Universitaria, Los Chaguaramos, UBV, Bello Monte, Las Mercedes, Chacaíto, Altamira, Cortijos, Petare.
- Línea Las Tres Ases: establecida durante el período de Pandemia de COVID-19, brinda una nueva alternativa combinando parte de las ofrecidas por Carabobo-Tiuna y Asopro-Colectivos.

1.- Rinconada, EL Valle, Santa Mónica, UBV, Bello Monte, Plaza Venezuela; excepcionalmente Chacaito.
- Línea Comaule: establecida durante el período de Pandemia de COVID-19,separación de las líneas Carabobo-Tiuna y Asopro-Colectivos.

1.- Rinconada, EL Valle, Av. Los Próceres, Av. Universidad, Av. Casanova, Chacaito. Av. Solano, Pza Venezuela, Av. Universidad, Av. Los Próceres, EL Valle, Rinconada. A veces llegando hasta La Mariposa.

En cuanto a la vialidad, la parroquia cuenta con la Avenida Intercomunal Valle-Coche desde La Rinconada hasta el Distribuidor de La Bandera, que a su vez se conecta con la Autopista Regional del Centro por  el sur y con la Autopista Francisco Fajardo hacia el este, también se empalma con la Autopista La Araña-Coche que Conecta El Valle Con Catia hacia el oeste. Como principal vía de tráfico urbano cuenta con la Avenida Intercomunal. En sus adyacencias está el Terminal de La Bandera que sirve a las líneas de autobuses que conectan a Caracas con el centro y occidente del país.

## Salud y Educación
En materia sanitaria alberga el Distrito Sanitario n.º4 de Caracas, la Clínica Popular El Valle, el Centro Comercial El Valle,  el más importante de esa zona de la capital, un Hospital Materno infantil y numerosas instituciones educativas básicas y diversificadas tanto públicas como privadas, así como de algunos programas municipalizados de Educación Universitaria.